# Yttre algebra
Inom matematiken betecknar den yttre algebran, även kallad Grassmann-algebran (efter  Hermann Grassmann) eller den alternerande algebran, en  algebra som har betydelse bland annat inom  differentialgeometrin. Den definieras över ett godtyckligt vektorrum och medger att vektorer kan multipliceras på ett sätt som generaliserar operationerna kryssprodukt och trippelprodukt som studeras i den elementära  linjära algebran. Liksom i det tredimensionella fallet är det möjligt att ge en geometrisk tolkning av den yttre algebran. Speciellt används den för att generalisera begreppen yta och volym, vilket har fundamental betydelse inom integralkalkylen för differentierbara mångfalder. Den möjliggör också en elegant, koordinatoberoende definition av begreppet determinant för en linjär avbildning.
Formellt är den yttre algebran en unitär associativ algebra. Den är  graderad över de naturliga talen med det underliggande vektorrummet som det homogena  underrummet av grad ett. Multiplikationsoperatorn, den yttre produkten, brukar betecknas med en kil, ∧, och kallas därför ibland också för kilprodukt. Produkten är graderat alternerande i den mening att x ∧ y = -y ∧ x om x och y är vektorer i det underliggande vektorrummet.

## Definition
Låt V vara ett vektorrum över en kropp K och låt T(V) vara  tensoralgebran
över V. Låt Ir vara underrummet till tensorpotensen Tr(V)
genererat av elementen
{\displaystyle \ v_{1}\otimes \cdots \otimes v_{r},\qquad v_{i}\in V}
där vi = vj för något i ≠ j. Den
 direkta summan
{\displaystyle I=\bigoplus _{i=0}^{\infty }I^{r}}
är då ett ideal i T(V). Den yttre algebran ⋀(V) definieras som kvotalgebran T(V)/I.
Kvotrummet ⋀r(V) = Tr(V)/Ir kallas den yttre potensen av ordning r. Konstruktionen säkerställer att
{\displaystyle \bigwedge (V)=\bigoplus _{i=0}^{\infty }\bigwedge \!{}^{r}(V)}
och att graderingen ärvs från tensoralgebran.
Mer allmänt kan man på motsvarande sätt definiera den yttre algebran ⋀(E) för en modul E över en kommutativ ring R.

## Bas och dimension
Om e1,...,en är en bas för vektorrummet V, så utgör elementen
{\displaystyle e_{i_{1}}\wedge \cdots \wedge e_{i_{r}},\qquad i_{1}<\cdots <i_{r}}
en bas för ⋀r(V). Speciellt medför detta att dimensionen för den yttre algebran ges av
{\displaystyle \dim \bigwedge \!{}^{r}(V)={n \choose r}={\frac {n!}{(n-r)!r!}},\qquad \dim \bigwedge (V)=2^{n}.}

## Andra egenskaper
Om V är ett vektorrum och V* är dess dual finns en naturlig isomorfi
{\displaystyle \bigwedge (V^{*})\approx \bigwedge (V)^{*}.}
Vidare, om V kan skrivas som en direkt summa U ⊕ W, gäller
{\displaystyle \bigwedge (V)\approx \bigwedge (U)\otimes \bigwedge (W).}